# Partieller Korrelationskoeffizient

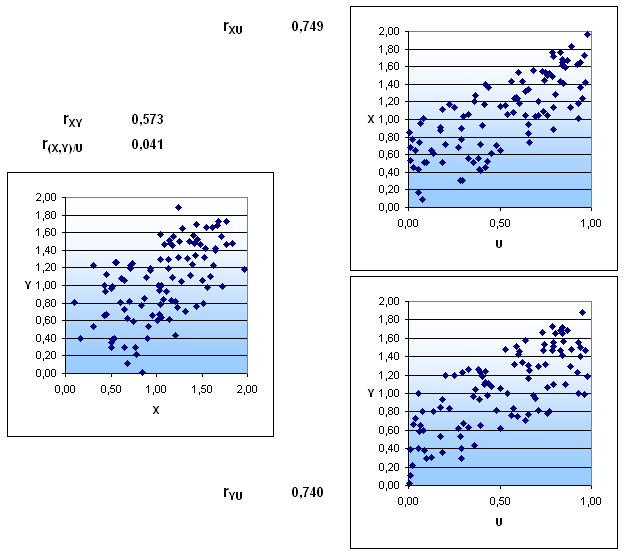
Zwischen und besteht eine merkliche Korrelation. Betrachtet man die beiden rechten Punktwolken, so erkennt man, dass und jeweils stark mit korrelieren. Die beobachtete Korrelation zwischen und basiert nun fast ausschließlich auf diesem Effekt.

Der partielle Korrelationskoeffizient kontrolliert den Einfluss einer oder mehrerer Störfaktoren.

## Definition
Eine Korrelation zwischen zwei statistischen Variablen (oder Merkmalen) {\displaystyle X} und {\displaystyle Y} kann unter Umständen 
auf den Einfluss, die eine dritte Variable {\displaystyle U} (ein Störfaktor) auf beide Variablen hat, zurückgehen. 
Um die Korrelation zwischen {\displaystyle X} und {\displaystyle Y} zu messen, die verbleibt, wenn der Einfluss von {\displaystyle U} eliminiert ist, gibt es das Konzept der partiellen Korrelation (auch Partialkorrelation genannt). 

### Theoretischer partieller Korrelationskoeffizient
Für drei Zufallsvariablen {\displaystyle X,Y} und {\displaystyle U} mit gemeinsamer Wahrscheinlichkeitsverteilung seien {\displaystyle \varrho _{XY}}, {\displaystyle \varrho _{XU}}   und {\displaystyle \varrho _{YU}}  die paarweisen theoretischen Korrelationskoeffizienten.
Dann ist
{\displaystyle \varrho _{(X,Y)/U}:={\frac {\varrho _{XY}-\varrho _{XU}\cdot \varrho _{YU}}{\sqrt {(1-\varrho _{XU}^{2})(1-\varrho _{YU}^{2})}}}}
die theoretische partielle Korrelation der Zufallsvariablen {\displaystyle X} und {\displaystyle Y} bzgl. der Zufallsvariablen {\displaystyle U} (oder mit Elimination des Effekts der Zufallsvariablen {\displaystyle U}). Der Koeffizient {\displaystyle \varrho _{(X,Y)/U}} heißt auch (theoretischer) partieller Korrelationskoeffizient.  Eine häufige Notation ist {\displaystyle \varrho _{X,Y.U}}. 

### Empirischer partieller Korrelationskoeffizient
Für beobachtete Werte {\displaystyle (x_{i},y_{i},u_{i})} für {\displaystyle i=1,\dots ,n} von drei Variablen {\displaystyle X,Y} und {\displaystyle U} seien {\displaystyle r_{XY}}, {\displaystyle r_{XU}}  und {\displaystyle r_{YU}}  die paarweisen empirischen Korrelationskoeffizienten. Dann ist 
{\displaystyle r_{(X,Y)/U}:={\frac {r_{XY}-r_{XU}\cdot r_{YU}}{\sqrt {(1-r_{XU}^{2})(1-r_{YU}^{2})}}}}
die empirische partielle Korrelation der Variablen {\displaystyle X} und {\displaystyle Y} bzgl. der Variablen {\displaystyle U} (oder mit Elimination des Effekts der Variablen {\displaystyle U}). Der Koeffizient {\displaystyle \varrho _{(X,Y)/U}} heißt auch (empirischer) partieller Korrelationskoeffizient.  Eine häufige Notation ist {\displaystyle r_{X,Y.U}}.  
In Zusammenhängen, bei denen klar ist, ob ein theoretischer oder ein empirischer Koeffizient gemeint ist, wird einfach von dem partiellen Korrelationskoeffizienten gesprochen.

### Partieller Korrelationskoeffizient höherer Ordnung
Beim partielle Korrelationskoeffizient wird der Einfluss von mehr als einer Störvariable herausgerechnet.

## Eigenschaften
- Ein partieller Korrelationskoeffizient hat Werte im Intervall {\displaystyle [-1,1]}.
- Im Fall {\displaystyle \varrho _{XU}=\varrho _{YU}=0} gilt {\displaystyle \varrho _{(X,Y)/U}=\varrho _{XY}}.
- Im Fall {\displaystyle r_{XU}=r_{YU}=0} gilt {\displaystyle r_{(X,Y)/U}=r_{XY}}.
- Der partielle Korrelationskoeffizient stimmt unter bestimmten Bedingungen (jedoch nicht im Allgemeinen) mit der bedingten Korrelation überein[4].

## Theoretischer Hintergrund
- Für die Zufallsvariablen {\displaystyle X}, {\displaystyle Y} und {\displaystyle U} können die linearen Regressionen von {\displaystyle X} auf {\displaystyle U},

{\displaystyle {\hat {X}}=\alpha _{X}+\beta _{X}U\;,}
und von {\displaystyle Y} auf {\displaystyle U},
{\displaystyle {\hat {Y}}=\alpha _{Y}+\beta _{Y}U\;,}
gebildet werden. Die zugehörigen  Residualvariablen (Regressionsreste)
{\displaystyle V:=X-{\hat {X}}}
{\displaystyle W:=Y-{\hat {Y}}}
enthalten diejenigen Anteile der Variablen {\displaystyle X} und {\displaystyle Y}, die nicht durch einen linearen Zusammenhang mit {\displaystyle U} erklärt werden  können. Es gilt dann 
{\displaystyle \varrho _{VW}=\varrho _{(X,Y)/U}\;.}
Diese Darstellung zeigt:
1. Der partielle Korrelationskoeffizient ist ein gewöhnlicher Korrelationskoeffizient der Residualvariablen {\displaystyle V} und {\displaystyle W} und hat damit die Eigenschaften eines gewöhnlichen Korrelationskoeffizienten.
2. Die Ausschaltung des Einflusses der Variablen {\displaystyle U} erfolgt durch lineare Regressionen, so dass nichtlineare Einflüsse von {\displaystyle U} nur teilweise erfasst werden oder unentdeckt bleiben.
3. Eine Verallgemeinerung des Konzeptes auf mehrere Einflussfaktoren {\displaystyle U_{1},\dots ,U_{m}} ist möglich, indem die linearen Einfachregressionen auf die Variable {\displaystyle U} durch multiple lineare Regressionen auf mehrere Variablen {\displaystyle U_{1},\dots ,U_{m}} ersetzt werden und dann die Korrelationen der resultierenden Residualvariablen betrachtet werden.

- Für beobachtete Werte {\displaystyle (x_{i},y_{i},u_{i})}, {\displaystyle i=1,\dots ,n}, seien

{\displaystyle {\hat {x}}_{i}=a_{X}+b_{X}u_{i}\;,}
{\displaystyle {\hat {y}}_{i}=a_{X}+b_{Y}u_{i}}
die geschätzten Werte aus linearen Regressionen von  {\displaystyle X} auf {\displaystyle U} bzw. von {\displaystyle Y} auf {\displaystyle U} nach der Methode der kleinsten Quadrate. Für die empirische Korrelation der Regressionsreste
{\displaystyle v_{i}:=x_{i}-{\hat {x}}_{i},\quad i=1,\dots ,n}
{\displaystyle w_{i}:=y_{i}-{\hat {y}}_{i},\quad i=1,\dots ,n}
gilt dann 
{\displaystyle r_{VW}=r_{(X,Y)/U}\;.}

## Inferenzstatistischer Zusammenhang
Im inferenzstatistischen Kontext repräsentiert die gemeinsame Wahrscheinlichkeitsverteilung von {\displaystyle (X,Y,U)} die Verteilung der drei Merkmale in der Grundgesamtheit und {\displaystyle \varrho _{(X,Y)/U}} beschreibt die (unbekannte) partielle Korrelation in der Grundgesamtheit. 
Die beobachteten Werte {\displaystyle (x_{i},y_{i},u_{i})} für  {\displaystyle i=1,\dots ,n} werden als realisierte Werte von stochastisch unabhängigen und identisch verteilten Zufallsvektoren {\displaystyle (X_{i},Y_{i},U_{i})} für {\displaystyle i=1,\dots ,n} aufgefasst, die jeweils die Wahrscheinlichkeitsverteilung von {\displaystyle (X,Y,U)} besitzen. 
In diesem Zusammenhang sind die aus den beobachteten Werten berechneten empirischen Korrelationskoeffizienten {\displaystyle r_{XY}}, {\displaystyle r_{XU}}  und {\displaystyle r_{YU}} Schätzwerte für die Korrelationskoeffizienten {\displaystyle \varrho _{XY}}, {\displaystyle \varrho _{XU}} und {\displaystyle \varrho _{YU}} und der empirische partielle Korrelationskoeffizient  {\displaystyle r_{(X,Y)/U}} ist ein Schätzwert für den unbekannten Grundgesamtheitsparamter {\displaystyle \varrho _{(X,Y)/U}}.

## Beispiel
In einer Firma werden zufällig Mitarbeiter ausgewählt und die Körpergröße bestimmt. Zudem muss jeder Befragte sein Einkommen angeben. Das Ergebnis der Untersuchung ist, dass Körpergröße und Einkommen positiv korrelieren, also größere Personen auch mehr verdienen. Bei einer genaueren Untersuchung stellt sich jedoch heraus, dass der Zusammenhang auf die Drittvariable Geschlecht zurückgeführt werden kann. Frauen sind im Durchschnitt kleiner als Männer, verdienen aber auch oftmals weniger. Berechnet man nun die Partialkorrelation zwischen Einkommen und Körpergröße unter Kontrolle des Geschlechts, so verschwindet der Zusammenhang. Größere Männer verdienen demnach beispielsweise nicht mehr als kleinere Männer. Dieses Beispiel ist fiktiv und der Zusammenhang in der Realität komplizierter, es kann jedoch die Idee der Partialkorrelation veranschaulichen.

## Zeitreihen
Bei Zeitreihen wird die partielle Autokorrelationsfunktion {\displaystyle \varphi } bei Verzögerung {\displaystyle h} definiert als 
{\displaystyle \varphi (h)=r_{X_{0}X_{h}\cdot \{X_{1},\,\dots \,,X_{h-1}\}}}

## Erweiterung
Der partielle Korrelationskoeffizient kann auch für Rangkorrelationskoeffizienten berechnet werden.